# Spy Game (serie televisiva)
Spy Game  è una serie televisiva statunitense in 13 episodi di cui 9 trasmessi per la prima volta nel corso di una sola stagione nel 1997. È una serie di spionaggio creata dai fratelli Sam Raimi e Ivan Raimi.

## Trama
Cash Lorne, un ex agente segreto, accetta con riluttanza di tornare in servizio per una agenzia governativa segreta. Dopo il crollo dell'ex Unione Sovietica e il ridimensionamento delle agenzie di intelligence internazionali in tutto il mondo, la riduzione della domanda per spie altamente qualificate ha creato un surplus di agenti indipendenti che eseguono operazioni oltre il limite della legalità. L'agenzia per cui lavora Cash è chiamata a sorvegliare tutte queste spie freelance.
Cash è un agente "vecchia scuola" che si adatta alle situazioni facendo affidamento sulla sua intelligenza e sui suoi pugni, piuttosto che sugli ultimi gadget high-tech. Questo a volte lo mette in contrasto con la sua partner, Max Londra (interpretata da Allison Smith). Nonostante l'attrito iniziale, i due rapidamente stabiliscono un rapporto collaborativo (con susseguenti risvolti romantici). Alcuni tratti umoristici della serie sono generati proprio dalla riluttanza di Lorne ad utilizzare le moderne apparecchiature, così come da alcune rivelazioni sul suo passato e dalla sua profonda ragnatela di conoscenze negli alti livelli. Nel primo episodio, ad esempio, Lorne chiama il presidente, che è un suo amico personale, e ottiene un avanzamento ad un livello di sicurezza superiore a quello del suo capo nell'agenzia. Nella serie sono presenti diversi riferimenti alle serie di spionaggio degli anni 60, come per esempio Agente speciale e Organizzazione U.N.C.L.E.. il primo episodio è caratterizzato da numerosi camei degli attori protagonisti di queste serie (tra cui Patrick Macnee e Robert Culp).

## Personaggi e interpreti
- Lorne Cash (13 episodi, 1997), interpretato da Linden Ashby. Voce italiana: Roberto Draghetti
- Maxine 'Max' London (11 episodi, 1997), interpretata da Allison Smith. Voce italiana: Francesca Guadagno
- Micah Simms (7 episodi, 1997), interpretato da Bruce McCarty. Voce italiana: Massimo Rinaldi
- Piotr "Shank" Reshankov (3 episodi, 1997), interpretato da Keith Szarabajka. Voce italiana: Rodolfo Bianchi
- Yolanda Trench (3 episodi, 1997), interpretata da D.D. Howard.
- Dottor Quentin (3 episodi, 1997), interpretato da Patrick Macnee. Voce italiana: Sergio Fiorentini
- Nick (3 episodi, 1997), interpretato da Larry Marks.
- Jack Hendricks (3 episodi, 1997), interpretato da Barney McFadden. Voce italiana: Paolo Marchese
- Generale Sam Wellish (2 episodi, 1997), interpretato da Ben Masters. Voce italiana: Romano Malaspina
- Andy Shawn (2 episodi, 1997), interpretato da Alec Mapa.

## Produzione
La serie, ideata da Sam Raimi e Ivan Raimi, fu prodotta da MCA Television e McNamara Paper Production e girata a Los Angeles in California. Le musiche furono composte da Christophe Beck. in patria, durante la prima visione TV, la serie fu annullata dopo nove dei 13 episodi totali.

### Sceneggiatori
Tra gli sceneggiatori della serie sono accreditati:
- Sam Raimi in 13 episodi (1997)
- John McNamara in 6 episodi (1997)
- Ivan Raimi in 4 episodi (1997)
- Eric Morris in 3 episodi (1997)
- Scott Brown in 2 episodi (1997)
- Kathy McCormick in 2 episodi (1997)
- Gene O'Neill in 2 episodi (1997)
- David Simkins in 2 episodi (1997)
- Noreen Tobin in 2 episodi (1997)

## Distribuzione
La serie fu trasmessa negli Stati Uniti dal 3 marzo 1997 al 12 luglio 1997 sulla rete televisiva ABC. In Italia è stata trasmessa su RaiDue con il titolo Spy Game.
Alcune delle uscite internazionali sono state:
- negli Stati Uniti il 3 marzo 1997 (Spy Game)
- in Finlandia il 3 giugno 1998
- nel Regno Unito il 19 giugno 1999 su Channel 4
- in Francia il 29 agosto 2000 (Jeux d'espions)
- in Ungheria il 2 gennaio 2002
- in Italia (Spy Game)

## Episodi
| Stagione       | Episodi | Prima TV USA |
| -------------- | ------- | ------------ |
| Prima stagione | 13      | 1997         |